# Pyrinia aroaria
Pyrinia aroaria là một loài bướm đêm trong họ Geometridae.